# Piambia gravida
Piambia gravida är en stekelart som beskrevs av André Seyrig 1952. Piambia gravida ingår i släktet Piambia och familjen brokparasitsteklar. Inga underarter finns listade i Catalogue of Life.